# ロバート・ステュアート (第7代ブランタイヤ卿)
第7代ブランタイヤ卿ロバート・ステュアート（英語: Robert Stuart, 7th Lord Blantyre、1683年以降 – 1743年11月17日）は、スコットランド貴族。

## 生涯
第5代ブランタイヤ卿アレクサンダー・ステュアートと2人目の妻アン・ハミルトン（Anne Hamilton、ジョン・ハミルトンの娘）の息子として、1683年2月1日に生まれた。
大尉として歩兵連隊に入隊し、1713年にミノルカ島のセント・フィリップ砦の駐留部隊の一員になった。
1713年6月23日に兄ウォルターが死去すると、ブランタイヤ卿の爵位を継承した。
1743年11月17日にレノックスラブで死去、ブランタイヤで埋葬された。長男ウォルターが爵位を継承した。

## 家族
1714年以降、ヘレン・ライアン（Helen Lyon、1695年1月8日洗礼 – 1723年12月19日、第4代ストラスモア＝キングホーン伯爵ジョン・ライアンの娘）と結婚、1男をもうけた。
- アレクサンダー - 早世

その後、マーガレット・ヘイ（Margaret Hay、1697年頃 – 1782年12月13日、ウィリアム・ヘイの娘）と再婚、6男4女をもうけた。
- ウォルター（1727年頃 – 1751年） - 第8代ブランタイヤ卿
- ウィリアム（1776年没） - 第9代ブランタイヤ卿
- アレクサンダー（1783年没） - 第10代ブランタイヤ卿
- ジョン - 生涯未婚
- ジェームズ（1781年3月15日没） - 陸軍軍人、ギルフォード郡庁舎の戦いで戦死
- チャールズ - イギリス東インド会社従業員
- マーガレット（1794年6月4日没）
- ヘレン - 1755年4月1日、オリヴァー・コルト（Oliver Colt）と結婚、子供あり
- マリオン（Marion、1780年11月27日没）
- エリザベス（1772年4月27日没） - 1760年4月15日、ウィリアム・コフーン（William Colquhoun）と結婚